# Charity Williams
Charity Williams, född 20 oktober 1996, är en kanadensisk rugbyspelare.
Williams var med i Kanadas lag som tog tog silver i sjumannarugby vid olympiska sommarspelen för ungdomar 2014.
Williams tävlade för Kanada vid olympiska sommarspelen 2016 i Rio de Janeiro. Hon var en del av Kanadas lag som tog brons i sjumannarugby.